# Distrito Hinojal
Hinojal es un distrito, paraje y centro rural de población con junta de gobierno de 4ª categoría del departamento Victoria, en la provincia de Entre Ríos, República Argentina. 
No fue considerada localidad en los censos de 1991 y de 2001 por lo que la población fue censada como rural dispersa. La población de la jurisdicción de la junta de gobierno era de 118 habitantes en 2001 y de 65 en el censo 2010.
La junta de gobierno fue creada, y sus límites jurisdiccionales definidos, por decreto 3522/2000 MGJE del 18 de agosto de 2000. Fue puesta en funciones en fecha 26 de septiembre del mismo año.
Sus límites y linderos son al noreste el departamento Nogoyá; al sureste con el arroyo Quebrachitos; al suroeste con el arroyo Los Porongos (límite con el distrito Pajonal) y al noroeste con el distrito Chilcas.